# Zwi Hirsch Koidanower
Zwi Hirsch Koidanower (geboren 1655 in Wilna; gestorben 1712) war ein Rabbiner in Frankfurt am Main, bekannt ist sein Werk Kaw ha-Jaschar (Sittenbuch, hebräisch und jiddisch).

## Leben
Zwi Hirsch Koidanover wurde 1655 als Sohn des Rabbiners Aaron Samuel Koidanower in Wilna geboren. Er wuchs in Kurów auf. 1658 ging er mit seinem Vater nach Nikolsburg, danach nach Fürth und 1667 Frankfurt am Main. In den Vorworten zu seines Vaters Buch Birhat Shemuel und in seinem eigenen Hauptwerk Kaw ha-Jaschar beschrieb er die Leiden seiner Familie während des Kosakenaufstandes unter Bohdan Chmelnyzkyj und des Zweiten Nordischen Kriegs (Schwedeninvasion). Er beschrieb auch, wie er zusammen mit seinem Sohn in Sluzk drangsaliert worden war, als beide wegen einer falschen Anklage im Gefängnis waren und gefoltert wurden.
Zwi Hirsch Koidanower lebte lange Zeit in Wilna, 1696 kehrte er endgültig nach Frankfurt zurück.

## Werk
Koidanowers berühmtestes Buch Kaw ha-Jaschar (1705) entstand auf der Grundlage von Yesod Yosef seines Lehrers Yosef ben Yitschak, des Rabbiners von Dubno, das als Manuskript lange zirkulierte, bis es 1785 gedruckt wurde.
Das Buch bezieht sich auf die Tradition, die unter dem Einfluss der Kabbala weiterentwickelt wurde. Es enthält entschiedene Sozialkritik und macht auf die Not der Gemeinde aufmerksam.